# HOPE-X
НОРЕ — космический челнок Японии. Проектировался с начала 1980-х годов. Планировался как многоразовый четырёхместный космический самолёт-космоплан с вертикальным стартом на одноразовой ракете-носителе Н-II. Он считался основным вкладом Японии в МКС.

## Начало программы
Авиационно-космические фирмы Японии приступили в 1986 г. к реализации программы научно-исследовательских и опытно-конструкторских работ в области гиперзвуковой техники. Одно из основных направлений программы было создание беспилотного крылатого аэрокосмического летательного аппарата «Хоуп» (HOPE — в переводе «Надежда»), выводимого на орбиту с помощью ракеты-носителя «Эйч-2» (Н-2), которая должна была быть введена в эксплуатацию в 1996 г.
Основное назначение корабля — периодическое снабжение японской многоцелевой лаборатории «ДЖЕМ» (JEM) в составе американской космической станции (ныне — модуль МКС Кибо).
Головной разработчик — Национальное управление космических исследований (NASDA)Проектные изыскания по пилотируемому перспективному космическому летательному аппарату вела Национальная аэрокосмическая лаборатория (NAL) совместно с промышленными фирмами «Кавасаки», «Фудзи» и «Мицубиси». В качестве базового предварительно был принят вариант, предложенный лабораторией НАЛ (NAL).
В рамках программы были проведены испытания:
- с 1983 по 1992 году производились работы с аппаратом HIMES (Highly Maneuverable Experimental Space vehicle) в 1987 году начаты испытания путем сбрасывания с вертолета[2]
- в 1994 году был совершен суборбитальный запуск аппарата "OREX[англ.]" (Orbital Re-entry Experiment)[3]
- в 1996 году был совершен суборбитальный запуск аппарата "HYFLEX[англ.]" (Hypersonic Flight Experiment)[4]
- в 1997 году был произведено 13 сбрасываний с подвески вертолета аппарата "ALFLEX[англ.]" (Automatic Landing Flight Experiment) [5]
- в 2002 году была испытана 25% модель HOPE HSFD фазы 1 (High Speed Flight Demonstration) путем сбрасывания с подвески вертолета с высоты около 5 км, произведено три испытания[6]
- в 2003 году была испытана 25% модель HOPE HSFD фазы 2 путем сбрасывания с воздушного шара на высоте 20-30 км. Данная модель отличалась от модели 2002 года отсутствием реактивного двигателя и посадочных механизмов[6]

После закрытия проекта в 2007 году планировалось испытать модель LIFLEX (LIfting‐body FLight EXperiment) путем сбрасывания с подвески вертолета, но в последний момент испытания не были произведены.

## Габариты
- Длина 10 м
- Размах крыльев 9,2 м
- Стартовая масса 10 т
- Полезный груз 3 т

## Окончание программы
В 2003 году космическая программа Японии была полностью пересмотрена, и проект закрыли.